# M15 (Hongarije)
De M15 is een korte snelweg in het uiterste noordwesten van Hongarije. Deze snelweg verbindt de M1 (van Boedapest en Győr) met Slowakije. In juni 1998 werd de M15 geopend. In totaal telt de M15 maar 15 kilometer.
M0 ·
M1 ·
M2 ·
M3 ·
M4 ·
M5 ·
M6 ·
M7 ·
M8 ·
M9 ·
M15 ·
M19 ·
M25 ·
M30 ·
M31 ·
M35 ·
M43 ·
M44·
M51 ·
M60 ·
M70·
M76·
M80·
M85·
M86